# Pouteria areolatifolia
Pouteria areolatifolia  es una especie de planta en la familia Sapotaceae.

## Distribución y hábitat
Es un árbol endémico de Guatemala que fue únicamente registrado en el departamento de Petén. Crece en bosque alta en asociación con Manilkara zapota, y puede alcanzar una altura de 40 m.

## Descripción
Es un árbol que alcanza un tamaño de hasta 40 m de altura; corteza grisácea. Vástagos jóvenes cortamente pardo-tomentosos con tricomas fuertemente crespados, pronto glabros, pardo-grisáceo pálido, gruesos, lenticelados. Hojas de 8.3-12.5 × 2.3-3.9 cm, espaciadas, dispuestas en espiral, angostamente elípticas a oblongas, coriáceas, el haz glabro, el envés de hojas jóvenes con una capa laxa de tricomas diminutos, entrelazados, fuertemente crespos, pardos, pronto glabro, la base aguda o angostamente cuneada a redondeada, el ápice agudo a angostamente atenuado. Flores 2-3, sésiles, axilares; sépalos 7, los externos c. 1 mm, los internos c. 2.5 mm, ovados, esparcidamente adpreso-pubérulos abaxialmente, seríceos adaxialmente, el ápice obtuso a redondeado. Fruto inmaduro de 1.8 cm, elipsoidal, rojizo, densa y cortamente tomentoso, con tricomas pardos, la base atenuada, el ápice obtuso. Semilla solitaria

## Taxonomía
Pouteria areolatifolia fue descrita por Cyrus Longworth Lundell y publicado en Wrightia 5(4): 93–94. 1975.